# Arichanna molossaria
Arichanna molossaria là một loài bướm đêm trong họ Geometridae.